# Jen Kiggans
Jennifer Ann Kiggans, née Moore le 18 juin 1971 à Tampa, en Floride, est une infirmière praticienne, ancienne pilote d'hélicoptère et femme politique américaine. Membre du Parti républicain, elle est élue de Virginie à la Chambre des représentants des États-Unis depuis 2023. 

## Jeunesse et carrière
Kiggans est diplômé du lycée d'Orlando, en Floride. Pendant ses études secondaires, elle travaille à Walt Disney World et est une ancienne élève de l'université de Boston. En 1993 et 1994, elle enseigne l'anglais au Japon dans le cadre du programme JET puis y vit pendant cinq ans en tant qu'épouse d'un membre de la Marine.
Kiggans est pilote de l'United States Navy pendant dix ans, aux commandes d'hélicoptères H-46 et H-3,. 
Après avoir servi dans l'armée, Kiggans fréquente l'école d'infirmières de l'université Old Dominion et celle de l'université Vanderbilt. Elle est infirmière praticienne gériatrique adulte à la Eastern Virginia Medical School et en pratique privée.

## Début de carrière politique
En 2019, Kiggans se présente au Sénat de Virginie pour le 7e district, poste libéré par le président sortant républicain Frank Wagner. Lors de la primaire du Parti républicain, Kiggans bat Carolyn Weems, membre du conseil scolaire de Virginia Beach, avec 52 % des voix contre 48 %.
Aux élections générales, Kiggans affronte la déléguée démocrate Cheryl Turpin. La course est considérée comme compétitive, car le district a favorisé de très peu les démocrates lors des récentes élections à l'échelle de l'État,. Kiggans et Turpin dépensent chacune plus de 500 000 $ en publicités télévisées. Kiggans remporte l'élection en obtenant 50,4 % des voix.

## Chambre des représentants des États-Unis
Kiggans est la candidate républicaine pour le 2e district de Virginie aux élections de 2022. Elle bat de peu la sortante démocrate Elaine Luria aux élections générales de novembre 2022, à 51 % contre 48 %.
Le 1er décembre 2023, Kiggans vote pour l'expulsion du représentant George Santos.
Candidate à un nouveau mandat, elle est réélue le 5 novembre 2024 avec 50,7 % des voix devant la démocrate Missy Cotter Smasal.

### Positions politiques

#### Élection présidentielle de 2020
Selon le Washington Post, Kiggans « n’a jamais battu le tambour des "élections volées" », mais hésite à reconnaître Joe Biden comme président légitime. Elle appelle à une expertise légale des résultats de l'élection présidentielle de 2020 en Virginie ; un audit précédent de ces résultats n'a trouvé aucune preuve de fraude. Elle déclare qu'elle ne croit pas que la fouille de Mar-a-Lago par le FBI est justifiée.

#### Avortement
Kiggans soutient l'interdiction des avortements après quinze semaines de grossesse, sauf en cas de viol, d'inceste ou pour protéger la vie de la mère. En juin 2022, elle exprime son soutien à la décision de la Cour suprême des États-Unis dans l'affaire Dobbs v. Jackson Women's Health Organization, qui annule Roe v. Wade.

#### Les problèmes des anciens combattants
Kiggans s'oppose aux réductions du financement de la loi de crédits pour la construction militaire, les anciens combattants et les agences connexes et soutient l'amélioration des logements militaires qu'elle a décrit comme « en mauvais état et invivables ».

### Adhésions au caucus
- Republican Main Street Partnership[23]

## Vie privée
Kiggans est une catholique de toujours. Elle est mariée à Steve Kiggans, un pilote de F-18 à la retraite de la Marine. Ils ont quatre enfants.